# Dusona falcator
Dusona falcator är en stekelart som först beskrevs av Fabricius 1775.  Dusona falcator ingår i släktet Dusona och familjen brokparasitsteklar. Arten är reproducerande i Sverige. Inga underarter finns listade i Catalogue of Life.